# اللغات الصوربية
اللغة الصوربية (بالألمانية: Sorbische Sprache) هي اللغة الرسمية لإقليم لوساتيا في ألمانيا الاتحادية وإحدى اللغات السلافية الغربية وهي ليست اللغة الصربية معروفة أو من صربيا والجبل الأسود في يوغوسلافيا السابقة.
هناك فرعان رئيسيان للغات الصوربية حسب المنطقة في إقليم لوساتيا: في لوساتيا العليا يتكلم الصوربيون اللغة الصوربية العليا، وفي لوساتيا السفلى يتكلم الصوربيون اللغة الصوربية السفلى.
يوجد العديد من اللهجات المحلية واللهجة العامية في ألمانيا، والصوربية واحد من تلك اللهجات، وخاصةً الذين يعيشون في شرق ألمانيا اليوم، يقدر عددهم 60000 بما في ذلك نحو 40000 في ولاية ساكسونيا (Sachsen) و20000 في براندنبورغ (Brandenburg).